# Jisra'el Chason
Jisra'el Chason (hebrejsky: ישראל חסון, ‎* 27. dubna 1955, Damašek) je bývalý izraelský politik a poslanec Knesetu za stranu Kadima, který v letech 1997 až 1999 zastával post zástupce ředitele zpravodajské služby Šin Bet. Od roku 2014 je ředitelem Izraelského památkového úřadu.

## Biografie
Narodil se v Damašku v Sýrii. Ve věku 17 let přesídlil do Izraele. Vysokoškolské vzdělání bakalářského typu získal v oboru mezinárodních vztahů a politologie na Haifské univerzitě v roce 1992. Žije ve městě Kirjat Tiv'on, je ženatý, má čtyři děti. Hovoří hebrejsky a arabsky. Sloužil v izraelské armádě, kde dosáhl hodnosti poručíka.

## Politická dráha
V letech 1997–1999 byl zástupcem ředitele zpravodajské organizace Šin Bet.
Do Knesetu nastoupil po volbách roku 2006 za stranu Jisra'el bejtejnu. Mandát obhájil i ve volbách roku 2009, ve kterých již ale kandidoval za stranu Kadima. Ve funkčním období 2006–2009 působil jako člen parlamentního výboru pro zahraniční záležitosti a publicitu, podvýboru pro boj s dopravní nehodovostí, výboru práce, sociálních věcí a zdravotnictví a předsedal výboru ekonomických záležitostí. Od roku 2009 v knesetu zastává posty ve výboru ekonomických záležitostí, výboru pro televizi a rozhlas, výboru pro obranu a výboru pro zahraniční záležitosti. Ve volbách v roce 2013 svůj poslanecký mandát obhájil. V prosinci 2014 rezignoval na svůj poslanecký mandát poté, co byl jmenován ředitelem Izraelského památkového úřadu.